# Thomas Mattingly

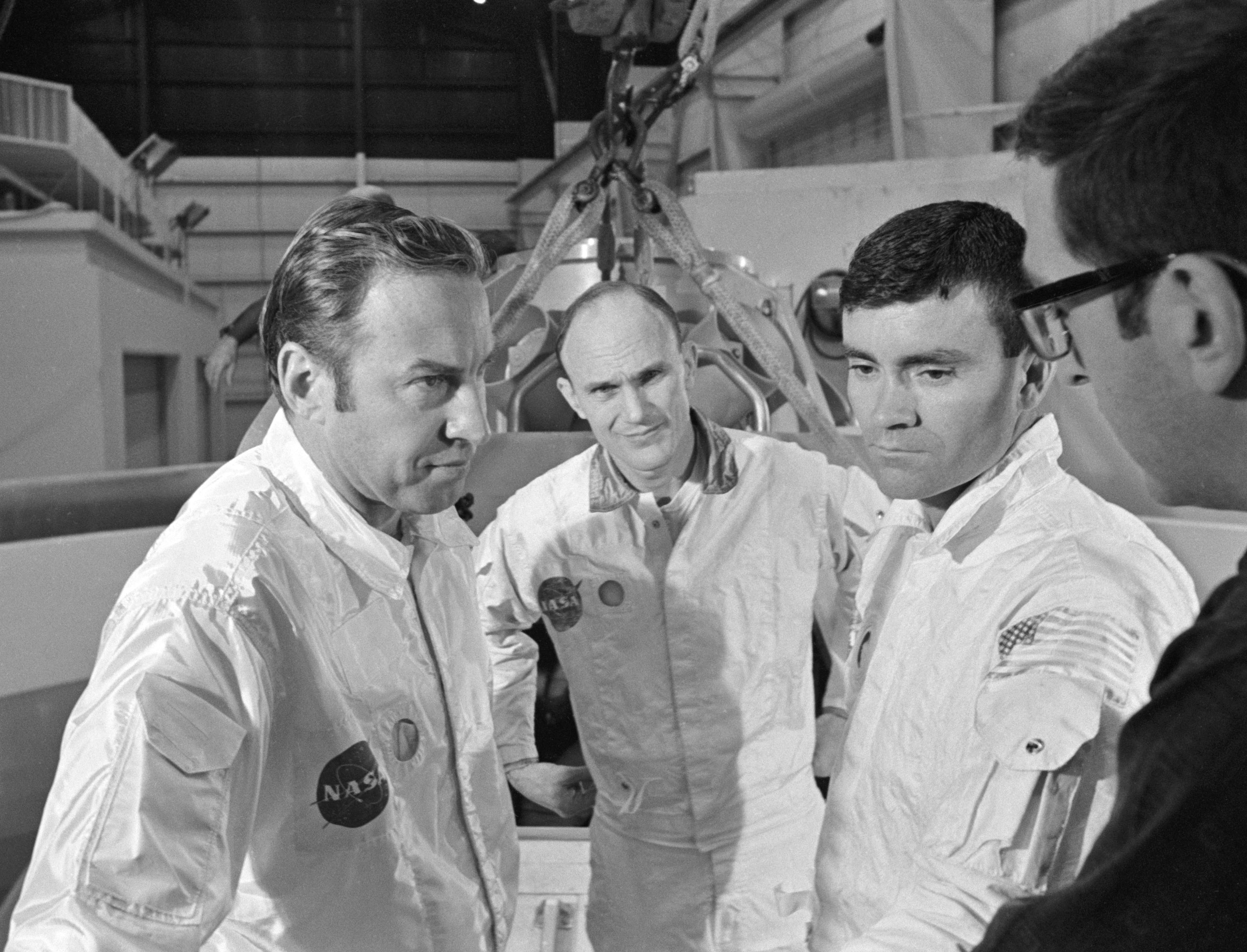
Thomas Mattingly podczas przygotowań do lotu Apollo 13 w składzie pierwszej załogi – od lewej: James Lovell, Mattingly i Fred Haise

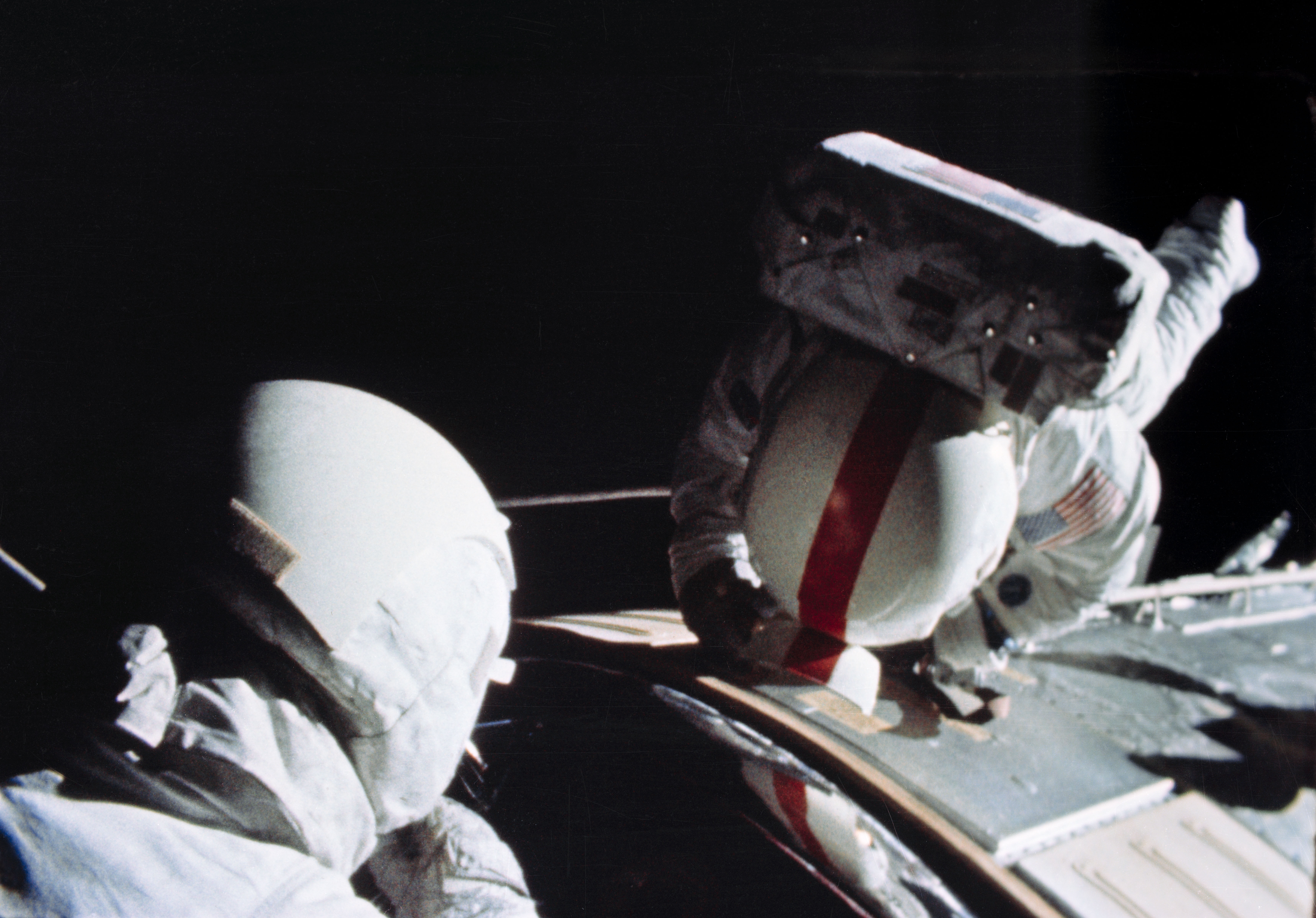
Thomas Mattingly na zewnątrz modułu serwisowego Apollo 16

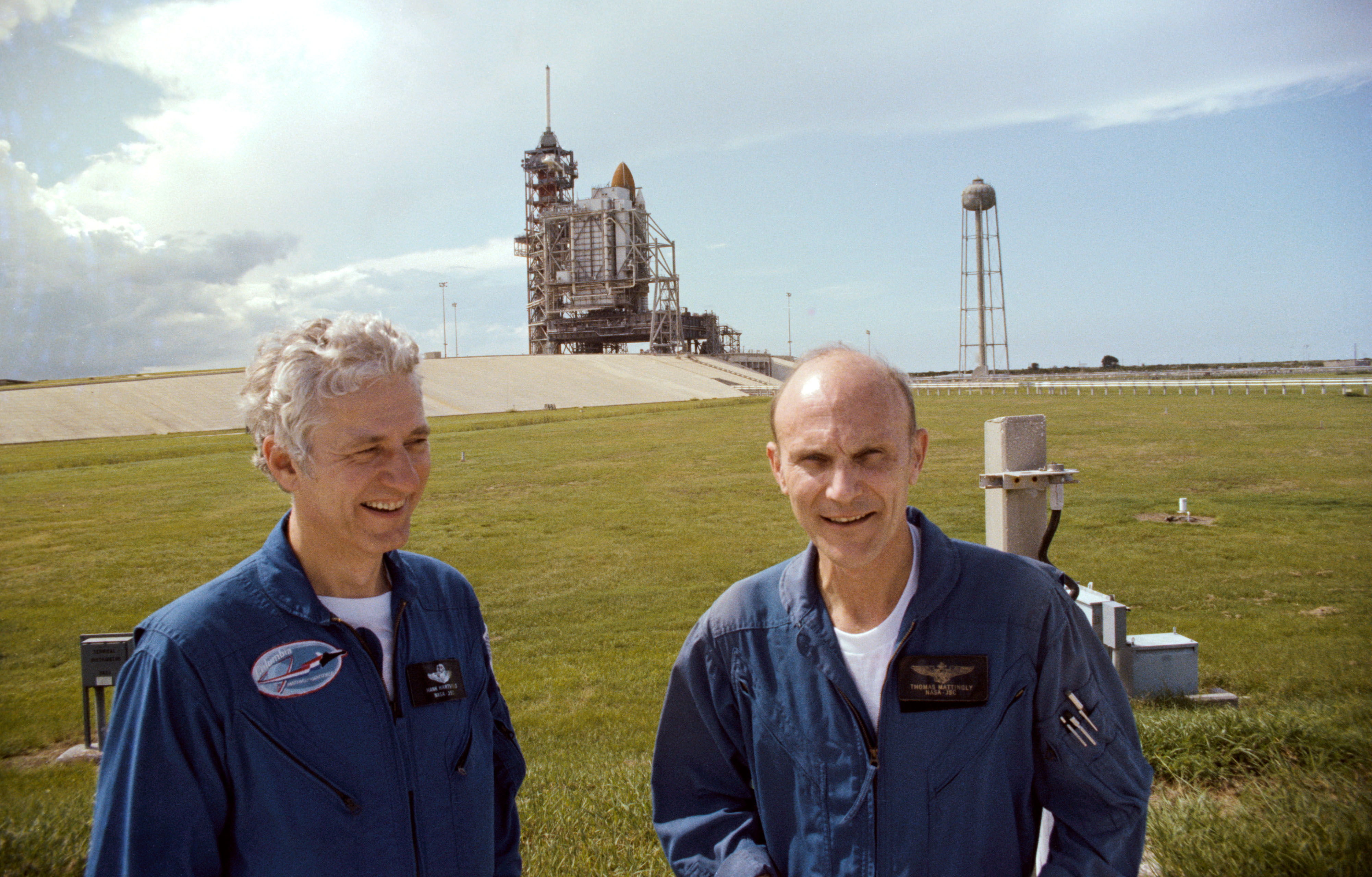
Załoga misji STS-4 – od lewej: Henry Hartsfield i Thomas Mattingly

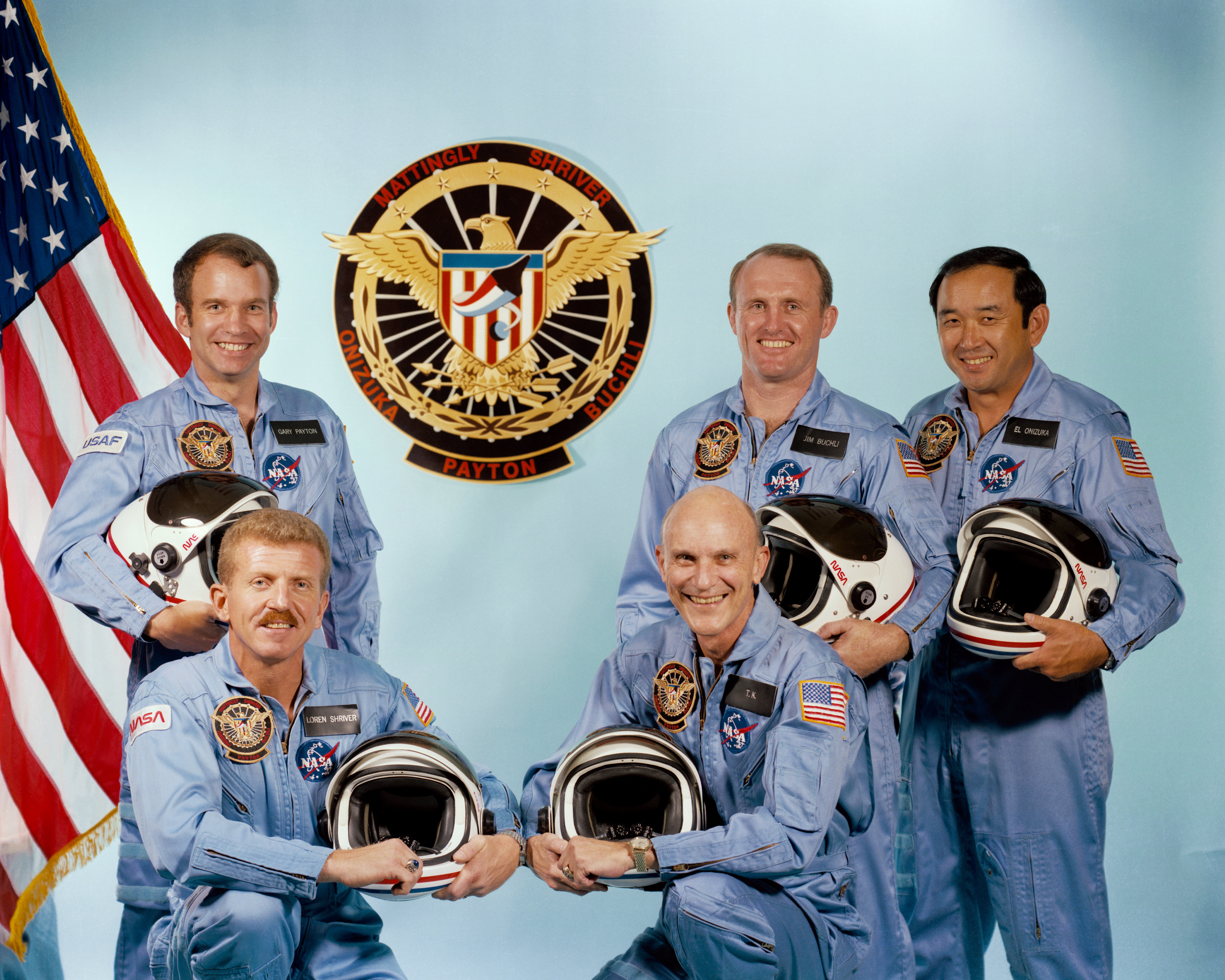
Załoga wyprawy STS-51-C – od lewej: (klęczą) Loren Shriver, Thomas Mattingly, (stoją) Gary Payton, James Buchli i Ellison Onizuka

Thomas Kenneth „Ken” Mattingly II (ur. 17 marca 1936 w Chicago, zm. 31 października 2023 w Arlington) – amerykański astronauta, pilot wojskowy, kontradmirał United States Navy.

## Wykształcenie oraz służba wojskowa
Szkołę średnią (Miami Edison High School) ukończył w Miami na Florydzie.
- 1958 – został absolwentem Auburn University w Alabamie, uzyskując licencjat z dziedziny inżynierii lotniczej. Po studiach wstąpił do Marynarki Wojennej Stanów Zjednoczonych.
- 1960 – po zakończeniu szkolenia został pilotem lotnictwa morskiego (Navy Aviator).
- 1960–1963 – otrzymał przydział do 35 eskadry szturmowej (VA-35), która stacjonowała na lotniskowcu USS „Saratoga”. Latał w niej samolotem A-1H.
- 1963–1965 – był pilotem samolotu A-3B w VAH-11 – jednostce stacjonującej na pokładzie lotniskowca USS „Franklin D. Roosevelt”.
- 1965 – przeszedł kurs w szkole wojskowych pilotów doświadczalnych (Air Force Aerospace Research Pilot School) w bazie Edwards w Kalifornii.
- 1966–1985 – był astronautą NASA.
- 1990 – przeszedł do rezerwy w stopniu kontradmirała.

Jako pilot wylatał 7200 godzin, z czego 5000 na samolotach z napędem odrzutowym.

## Kariera astronauty
- 4 kwietnia – 1966 dostał się do piątej grupy astronautów NASA (NASA 5(inne języki)).
- 1968–1969 – podczas lotów Apollo 8 i Apollo 11 był członkiem naziemnych załóg wspomagających. Brał udział w testowaniu skafandra księżycowego oraz plecaka EMU (Extravehicular Mobility Unit) zawierającego system podtrzymujący życie.
- Kwiecień 1970 – został wyznaczony do podstawowej załogi misji Apollo 13. Na 72 godziny przed startem zastąpił go John Swigert. Przyczyną takiego kroku był fakt, że Mattingly miał kontakt z osobą chorą na różyczkę i istniało prawdopodobieństwo, że podczas lotu może poważnie zachorować. Przeważyły tu względy bezpieczeństwa, gdyż – jak się później okazało – astronautę ominęła ta choroba.
- 16–27 kwietnia 1972 – uczestniczył w wyprawie Apollo 16.
- 1973–1978 – kierował przygotowaniami do programu Space Shuttle w Biurze Astronautów NASA.
- 1978–1979 – był asystentem technicznym (ds. testów lotniczych) kierownika programu (Orbital Flight Test Program).
- 1979–1981 – w Biurze Astronautów NASA kierował grupą roboczą zajmującą się problemami startu i lądowania wahadłowców.
- Kwiecień 1981 – ponownie rozpoczął trening jako astronauta.
- Listopad 1981 – był dowódcą rezerwowej załogi misji STS-2.
- Marzec 1982 – był dowódcą załogi rezerwowej wyprawy STS-3.
- 27 czerwca – 4 lipca 1982 – był dowódcą lotu wahadłowca Columbia podczas misji STS-4.
- Listopad 1983 – miał być dowódcą wyprawy STS-10 realizowanej dla Departamentu Obrony USA. Z powodu opóźnienia w dostarczeniu ładunku użytkowego lot wahadłowca został odwołany.
- 1983–1984 – w Biurze Astronautów NASA był kierownikiem grupy ds. programów kosmicznych Departamentu Obrony Stanów Zjednoczonych (DOD Support Group).
- Lipiec 1984 – miał być dowódcą misji STS-41-E(inne języki) realizowanej dla Departamentu Obrony USA. Ten lot również został odwołany ponieważ na czas nie został dostarczony ładunek użytkowy (Inertial Upper Stage – IUS) - silniki rakietowe do wynoszenia z ładowni wahadłowca na odpowiednie orbity dużych satelitów geostacjonarnych.
- 24–27 stycznia 1985 – uczestniczył w wyprawie STS-51-C na pokładzie promu kosmicznego Discovery.
- Czerwiec 1985 – odszedł z NASA.

## Loty załogowe

### Apollo 16
16 kwietnia 1972 wystartował w kosmos na pokładzie statku Apollo 16. Misją dowodził John Young, Charles Duke był pilotem modułu księżycowego „Orion”, a Thomas Mattingly – pilotem modułu dowodzenia „Casper”. Była to piąta załogowa wyprawa na Księżyc. Zgodnie z planem lotu Young i Duke 20 kwietnia 1972 osadzili lądownik księżycowy w rejonie krateru Descartesa. Podczas trzech wyjść na powierzchnię Srebrnego Globu obaj astronauci zebrali ponad 97 kg skał księżycowych. Część z nich pochodziła spod wierzchniej warstwy Księżyca. Podobnie jak w poprzedniej misji, do przemieszczania się po powierzchni Young i Duke wykorzystywali pojazd LRV. W tym samym czasie Mattingly, przebywając na orbicie wokółksiężycowej, prowadził geochemiczne badania okolic równika oraz sporządzał fotograficzną mapę powierzchni naturalnego satelity Ziemi. Po powrocie z Księżyca Younga i Duke’a, astronauta Thomas Mattingly w trakcie lotu na Ziemię wyszedł na zewnątrz Apolla 16, aby z modułu serwisowego wyjąć kasety z filmami. Przed opuszczeniem orbity wokółksiężycowej astronauci umieścili na niej niewielkiego satelitę SIM. 27 kwietnia 1972 kapsuła z astronautami wodowała na Oceanie Spokojnym. Astronautów oraz kabinę Apolla 16 przetransportowano na pokład lotniskowca USS „Ticonderoga”.

### STS-4
27 czerwca 1982 Mattingly po raz drugi znalazł się w kosmosie. Był dowódcą wahadłowca Columbia podczas misji STS-4, czwartego i zarazem ostatniego lotu testowego w ramach programu Space Shuttle. Drugim członkiem załogi (pilotem) był Henry Hartsfield. Podczas 7-dniowej wyprawy obaj astronauci po raz pierwszy wykonali eksperymenty o charakterze wojskowym. Zadania były utajnione do tego stopnia, że do mediów nie dotarły żadne zdjęcia z ładowni wahadłowca, nadto zakodowano część rozmów astronautów, które prowadzili z ośrodkiem kontroli lotów. Podczas startu obie rakiety wspomagające zatonęły w Oceanie Atlantyckim, ponieważ nie otworzyły się ich główne spadochrony. W czasie pobytu na orbicie załoga promu testowała zdalny manipulator RMS (Remote Manipulator System). Ładunek użytkowy Columbii stanowił m.in. IECM (Induced Environment Contamination Monitor) – przyrząd do monitorowania zanieczyszczeń. Ponadto przeprowadzono kilka eksperymentów technologicznych dla firm prywatnych. Mattingly w kabinie promu założył skafander EMU (służący do wyjść w otwarta przestrzeń kosmiczną), ale nie opuszczał Columbii, ponieważ to zadanie było przewidziane dla następnej misji. 4 lipca 1982 prom wylądował na betonowym pasie w bazie Edwards w Kalifornii. Było to pierwsze przyziemienie wahadłowca poza Przylądkiem Canaveral.

### STS-51-C
24 stycznia 1985 Mattingly (dowódca) oraz Loren Shriver (pilot), James Buchli (specjalista misji), Ellison Onizuka (specjalista misji) i Gary Payton (specjalista ładunku) wystartowali w kosmos na pokładzie wahadłowca Discovery. Była to pierwsza misja Departamentu Obrony USA i miała wyłącznie charakter wojskowy. Według nieoficjalnych informacji w ładowni promu znajdował się satelita zwiadu elektronicznego, typu Magnum, który został umieszczony na właściwej orbicie za pomocą stopnia rakietowego IUS (Inertial Upper Stage) na stały materiał pędny. Po wykonaniu wszystkich zadań lotu Discovery powrócił na Ziemię 27 stycznia 1985.

## Po opuszczeniu NASA
- 1985 – kierował Dowództwem Systemów Elektronicznych Marynarki Wojennej Stanów Zjednoczonych (U.S. Navy Electronics Systems Command). Następnie otrzymał przydział do Sztabu Dowództwa Kosmicznych i Morskich Systemów Wojennych (Space and Naval Warfare Systems Command).
- 1990 – w korporacji Grumman Aerospace Corporation został dyrektorem ds. produkcji w Biurze Budowy Stacji Kosmicznej (Space Station Office). Później w firmie Lockheed Martin kierował programem budowy rakiety nośnej Atlas (Atlas Booster Program) oraz projektem X-33.
- 1999 – rozpoczął pracę w firmie Universal Space Lines, Inc. w Kalifornii.

## Odznaczenia i nagrody
- Defense Distinguished Service Medal (1982)
- Navy Distinguished Service Medal
- NASA Distinguished Service Medal – dwukrotnie
- NASA Space Flight Medal – dwukrotnie
- Navy Astronaut Wings
- Dyplom FAI im. W. M. Komarowa (1973)
- AIAA Haley Astronautics Award (1973)
- Universal Astronaut Insignia za lot orbitalny (nr 56) – Stowarzyszenie Uczestników Lotów Kosmicznych (Association of Space Explorers(inne języki))[2]

## Wykaz lotów
| Loty kosmiczne, w których uczestniczył Thomas K. Mattingly               | Loty kosmiczne, w których uczestniczył Thomas K. Mattingly | Loty kosmiczne, w których uczestniczył Thomas K. Mattingly | Loty kosmiczne, w których uczestniczył Thomas K. Mattingly | Loty kosmiczne, w których uczestniczył Thomas K. Mattingly | Loty kosmiczne, w których uczestniczył Thomas K. Mattingly |
| Nr                                                                       | Data startu                                                | Data lądowania                                             | Statek kosmiczny                                           | Funkcja                                                    | Czas trwania                                               |
| ------------------------------------------------------------------------ | ---------------------------------------------------------- | ---------------------------------------------------------- | ---------------------------------------------------------- | ---------------------------------------------------------- | ---------------------------------------------------------- |
| 1                                                                        | 16 kwietnia 1972                                           | 27 kwietnia 1972                                           | Apollo 16                                                  | Pilot modułu dowodzenia                                    | 11 dni 1 godzina 51 minut i 5 sekund                       |
| 2                                                                        | 27 czerwca 1982                                            | 4 lipca 1982                                               | STS-4 Columbia                                             | Dowódca misji                                              | 7 dni 1 godzina 9 minut i 32 sekundy                       |
| 3                                                                        | 24 stycznia 1985                                           | 27 stycznia 1985                                           | STS-51-C Discovery                                         | Dowódca misji                                              | 3 dni 1 godzina 33 minuty i 22 sekundy                     |
| Łączny czas spędzony w kosmosie – 21 dni 4 godziny 33 minuty i 59 sekund |                                                            |                                                            |                                                            |                                                            |                                                            |